# Academia de Australia Occidental de Artes Escénicas
The Western Australian Academy of Performing Arts "WAAPA", (en español: La Academia de Australia Occidental de Artes Escénicas "WAAPA") es considerada una de las escuelas institucionales de alto rendimiento en Australia. 

## Escuela
Edith Cowan Universidad se estableció en 1980 fue establecida en 1980 para ofrecer clases de artes escénicas comparables del más alto calibre de puntos de referencia nacional e internacional de formación para poder satisfacer las Necesidades de la Industria de todo el mundo. Originalmente una iniciativa del Gobierno del Estado, la Academia recibe fondos tanto del Estado y los gobiernos de Commonwealth.
La escuela está situada en el suburbio de Mount Lawley, Perth, Australia Occidental, WAAPA enseña.:
| - Actuación - Teatro musical - Dirección - Producción - Danza - Jazz | - Diseño - Música contemporánea - Música clásica - Arte de la gestión - Radiodifusión. |

## Campus
La academia actualmente cuenta con ocho espacios públicos de actuación, los cuales constantemente son usados para espectáculos y conciertos. Estos incluyen el Teatro del Geoff Gibbs (consta de 270 asientos), el Teatro Roundhouse (consta de 130 asientos), un Auditorio Musical (consta de 165 asientos), un anfiteatro al aire libre, el Estudio Enright y estudios de Danza y Jazz; todos diseñados para actuaciones más íntimas.
Se crearon cuatro espacios más de estudio de danza/ensayo. Un estudio de grabación, un estudio de electrónica y cuatro talleres de producción para diseño y vestuario, que también se agregaron a los talleres ya existentes y detrás de las instalaciones de producción.
Doce estudios largos para ensayos y danza, numerosos estudios de música, una colección de biblioteca especializada de artes escénicas y visuales y numerosos espacios de exposición.
Instalaciones totalmente equipadas de radiodifusión y estudios de televisión y radio. Se ha creado un entorno donde los estudiantes de radiodifusión pueden ganar experiencia de trabajo dentro de un entorno de medios de comunicación.

## Academia
Cada año WAAPA invita a muchos profesionales de la industria renombrados de Perth, como artistas en residencia para trabajar con estudiantes en producciones, interpretaciones y ejecuciones. 
También ofrece cientos de conciertos y actuaciones a través de los géneros de jazz, música clásica y contemporánea, danza, actuación y musicales de teatro, más producciones y más diversidad que en cualquier otro lugar de producción o institución en Australia.

## Antiguos Alumnos
Algunos de sus alumnos más destacados fueron.:
| - Hugh Jackman - James Mackay - Frances O'Connor - Andrew Bibby - Dustin Clare - Dominic Purcell - Kris Stewart - Jeremy Callaghan | - Jai Courtney - Gemma Pranita - Lisa McCune - Tammy MacIntosh - Mirrah Foulkes - Jarrod Carland - Andrew Cook - Martin Crewes | - Virginia Gay - Ian Meadows - Viva Bianca - Kristian Schmid - Cassie Davis - Eddie Perfect |

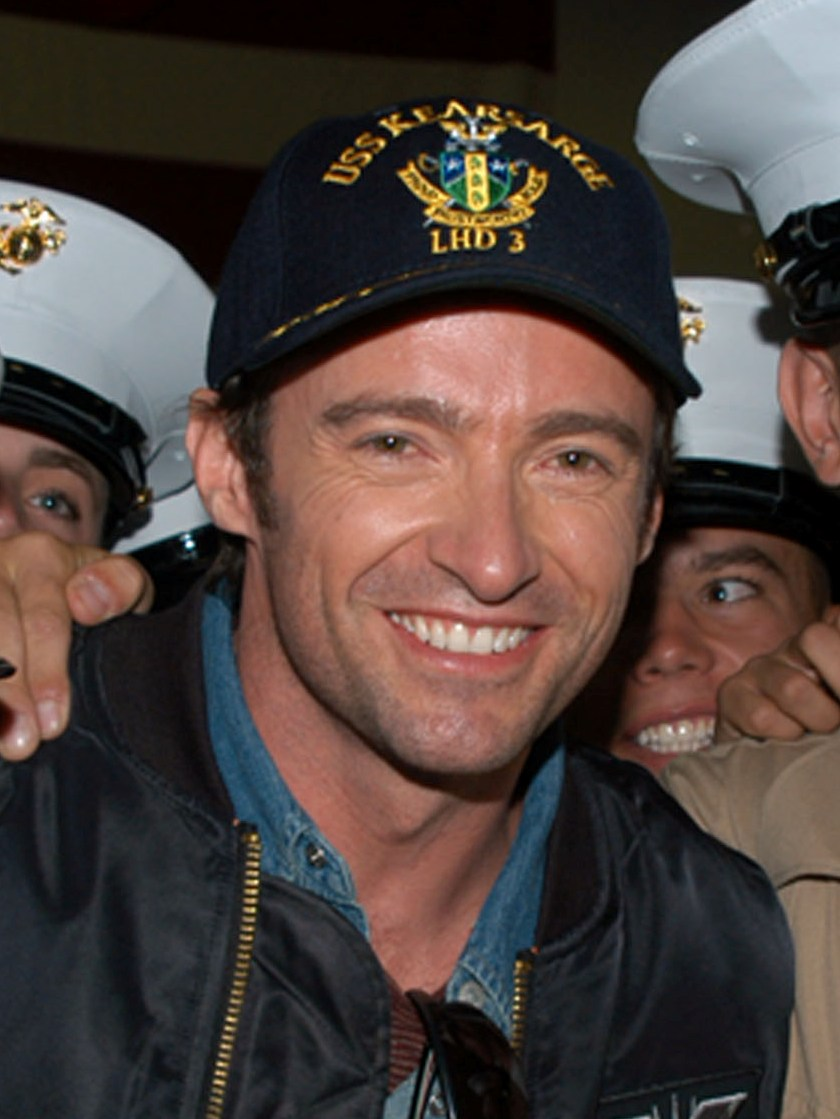
Hugh Jackman mejor conocido por interpretar a Wolverine en las películas de X-Men & X-Men Origins: Wolverine

Otros de sus alumnos más destacados fueron: Lucy Durack, Gerald Lepkowski, Damian de Montemas, Joy Hèléne, Karina Carvalho, Tim Minchin, James Stevenson, Simon Lyndon, Kate Melisa Parry, Pría Viswalingam, Charmaine Dragun, Taryn Onafaro, Paul Paddick, entre otros...